# Quận Marshall, South Dakota
Quận Marshall là một quận thuộc tiểu bang Nam Dakota, Hoa Kỳ. Quận lỵ đóng ở Britton6. Quận được đặt tên theo after Marshall Vincent, sống gần Andover, South Dakota.. Dân số theo điều tra năm 2000 của Cục điều tra dân số Hoa Kỳ là 4576 người.

## Địa lý
Theo Cục điều tra dân số Hoa Kỳ, quận này có diện tích 2294 km2, trong đó có 124 km2 là diện tích mặt nước.